# Health (film)

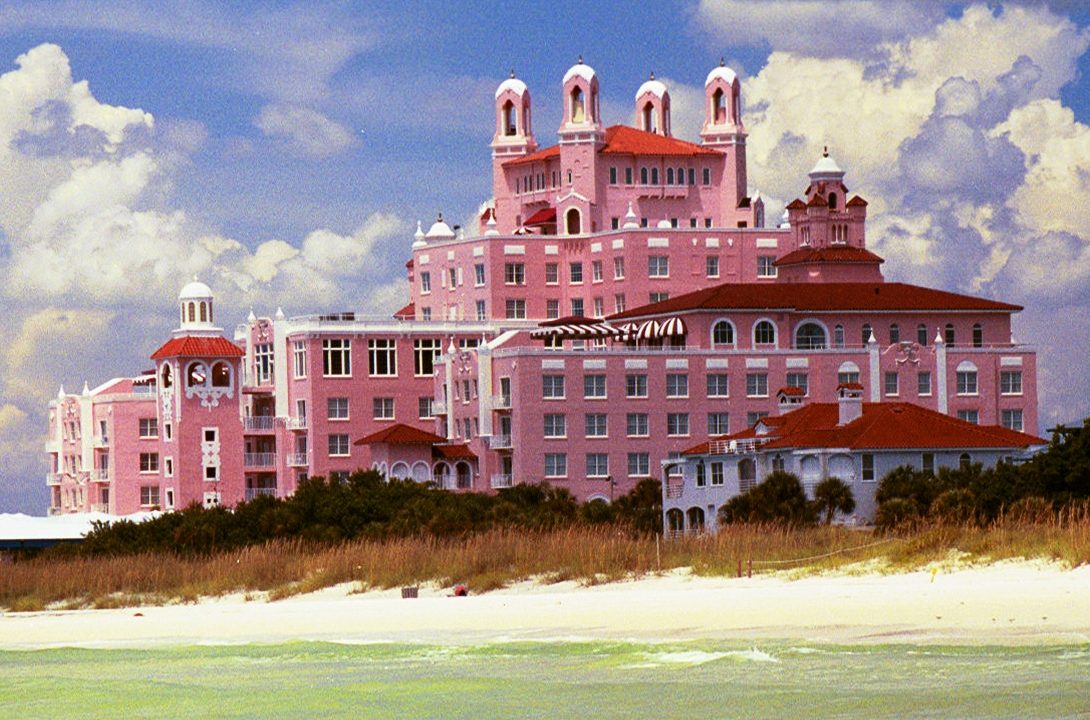
Don Cesarhotel, St Pete Beach, Florida, waar de film werd opgenomen

Health is een Amerikaanse filmkomedie uit 1980 onder regie van Robert Altman.

## Verhaal
Een vereniging voor gezonde voeding moet een nieuwe voorzitter kiezen. De kandidaten zijn de schrijfster Esther Brill en de voedingsdeskundige Isabella Garnell. Ineens staat ook een derde, onafhankelijke kandidaat op. Dokter Gil Gainey is echter niet volledig onkreukbaar.

## Rolverdeling
| Acteur            | Personage           |
| ----------------- | ------------------- |
| Carol Burnett     | Gloria Burbank      |
| Glenda Jackson    | Isabella Garnell    |
| James Garner      | Harry Wolff         |
| Lauren Bacall     | Esther Brill        |
| Paul Dooley       | Dr. Gil Gainey      |
| Donald Moffat     | Kolonel Cody        |
| Henry Gibson      | Bobby Hammer        |
| Diane Stilwell    | Willow Wertz        |
| MacIntyre Dixon   | Fred Munson         |
| Alfre Woodard     | Sally Benbow        |
| Ann Ryerson       | Dr. Ruth Ann Jackie |
| Margery Bond      | Daisy Bell          |
| Georgann Johnson  | Lily Bell           |
| Mina Kolb         | Iris Bell           |
| Allan F. Nicholls | Jake Jacobs         |